# Octaman
Pour plus de détails, voir Fiche technique et Distribution.
Octaman est un film d'épouvante américano-mexicain réalisé par Harry Essex et sorti en 1971. Le film met en scène le monstre marin du titre, qui ressemble à une pieuvre géante.
L'Octaman était joué par Read Morgan, son costume ayant été conçu par le maquilleur Rick Baker, qui était encore au début de sa carrière. L'actrice principal Pier Angeli est morte d'une surdose de médicaments quelques semaines après la fin du tournage du film.

## Synopsis
En étudiant la contamination radioactive des eaux, le scientifique Ricardo Torres découvre une nouvelle espèce de pieuvre. Torres soupçonne un lien entre l'apparition de la mutation et la contamination de l'eau. Des légendes parlent en outre d'une pieuvre géante, l'Octaman, qui sévit dans la région et qui est capable de sortir de l'eau pour attaquer les humains.
Torres et son équipe tentent de retrouver la trace de l'Octaman et de le capturer, ce qu'ils font assez rapidement, mais l'Octaman parvient à se libérer et à s'enfuir.
Au cours de la poursuite de la chasse, l'équipe tombe elle-même dans un piège de l'Octaman et ils sont enfermés dans une grotte. Contrairement à leur intention initiale, qui était de capturer l'Octaman pour pouvoir le présenter plus tard comme une attraction, ils finissent par le tuer.

## Fiche technique
- Titre original : Octaman[1],[2]
- Réalisation : Harry Essex
- Scénario : Harry Essex, Leigh Chapman
- Photographie : Robert Caramico (de)
- Montage : Robert Freeman
- Costumes : Rick Baker
- Production : Michael Kraike
- Société de production : Filmers Guild, Heritage Enterprises Inc.
- Pays de production :  Mexique -  États-Unis
- Langue originale : anglais
- Format : Couleurs - Son mono
- Genre : Film d'épouvante
- Durée : 76 minutes
- Date de sortie : 
  - Mexique : 3 novembre 1971
  - États-Unis : novembre 1973 (diffusion télévisuelle)

## Distribution
- Pier Angeli : Susan Lowry
- Kerwin Mathews : Dr. Ricardo Torres
- Jeff Morrow : Dr. John Willard
- David Essex : L'Indien
- Jerome Guardino : Johnny Caruso
- Robert Warner : Steve
- Norman Fields :
- Jax Jason Carroll :
- Wally Rose (de) :
- Buck Kartalian : Raul
- Richard Cohen :
- Samuel Peloso :
- Read Morgan : Octaman